# March for Science
March for Science (tidigare känd som Scientists' March on Washington) är en serie demonstrationer och marscher som hölls i Washington, D.C. och över 600 städer runt om i världen i april 2017 och 2018. Enligt arrangörerna är marscherna en icke-partipolitisk rörelse för att fira vetenskap och den roll den spelar i vardagen.. De svenska manifestationerna koordinerades av den ideella föreningen Vetenskap & Allmänhet

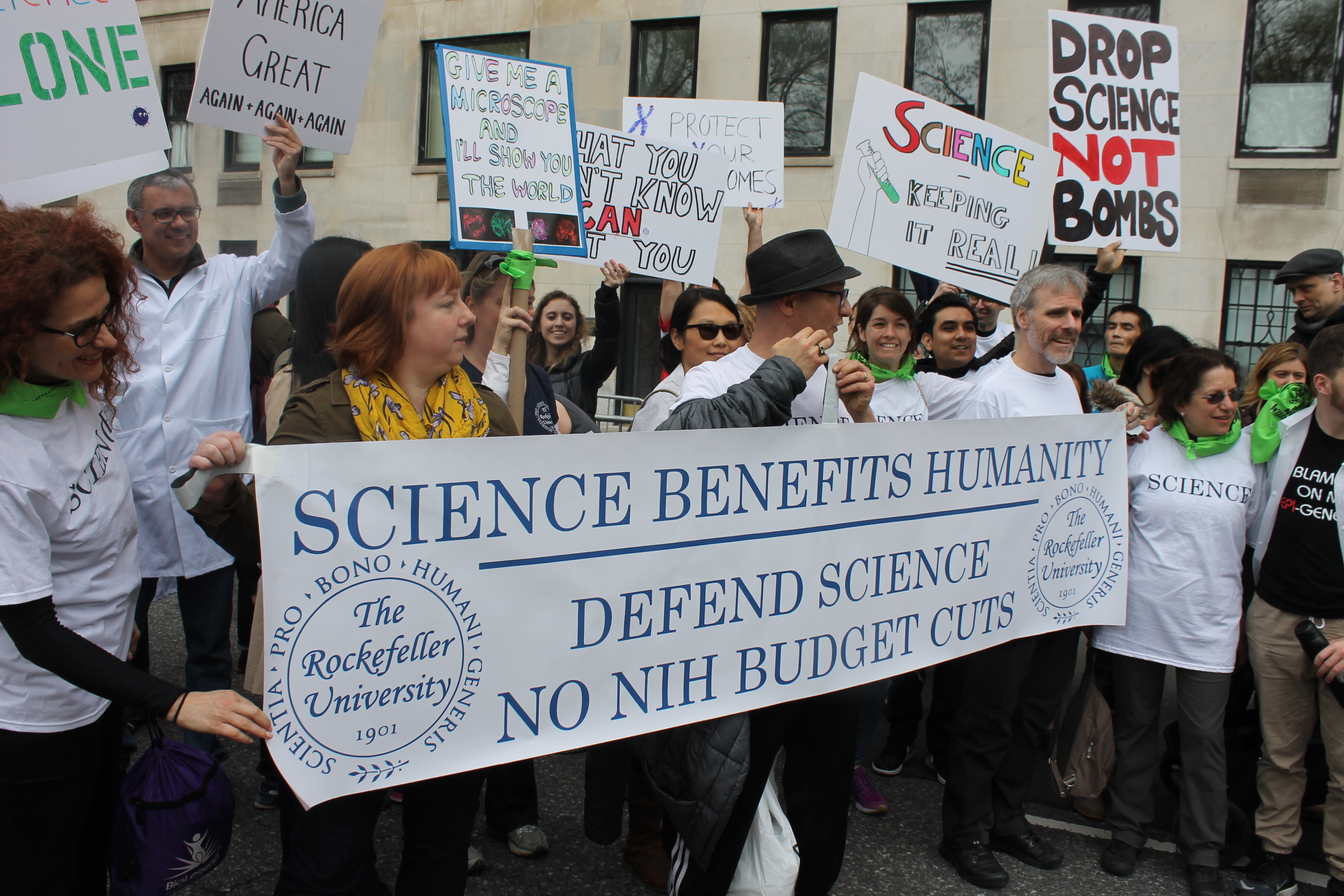
Demonstrationståg i New York 2017.

Marschen arrangerades av forskare och allmänhet och hundratals organisationer som oroades över Donald Trumps vetenskapsfientliga agenda och var kritiska mot Trump-administrationens politik. På marschens webbsida uppgavs att man motsatte sig en "amerikansk regering som inte bryr sig om forskningsresultat i syfte att driva igenom sin ideologiska agenda är en fara för världen". Målet med marschen var att visa stöd för vetenskap och forskning som försvarare av allmänhetens bästa och för en evidensbaserad politik, det vill säga att politiska beslut borde vila på evidens och forskningsbaserad kunskap som gynnade allmänhetens intresse.
I Sverige genomfördes marscher under parollen manifestation för vetenskap bland annat i Stockholm, Göteborg, Luleå, Uppsala och Umeå.

## Bilder från världen 2017

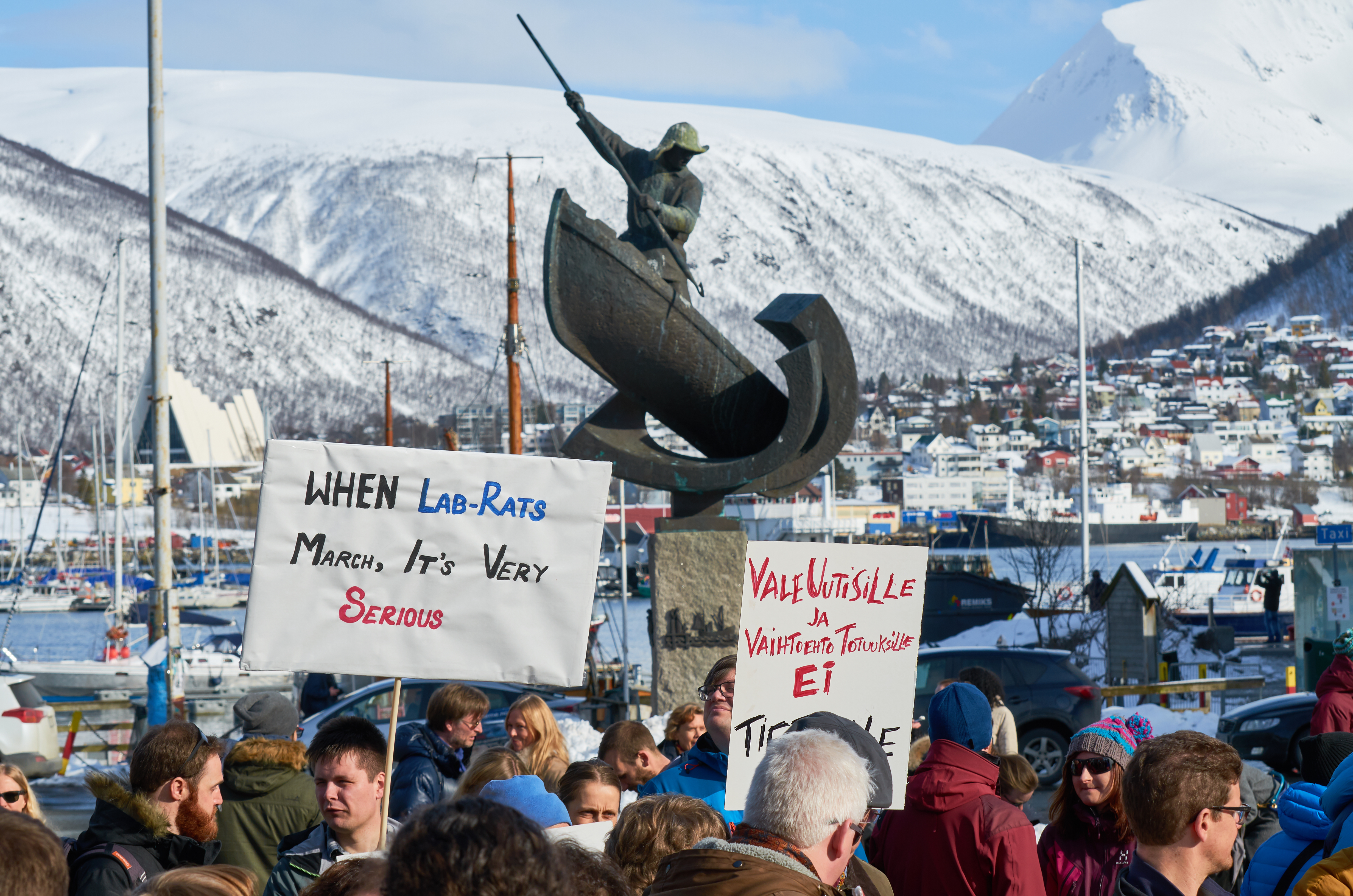
Tromsö, Norge.
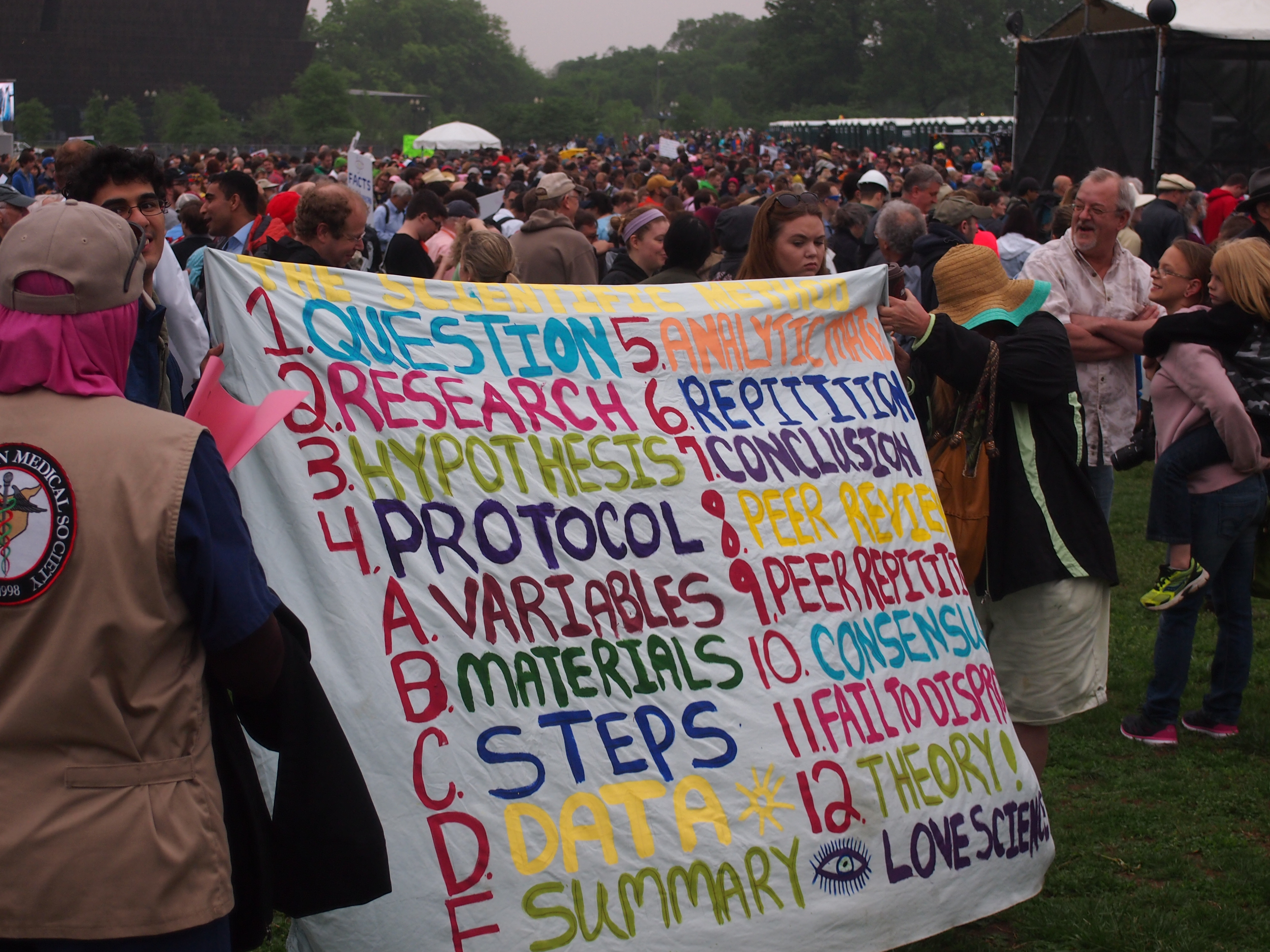
Skylt under demonstrationståg i Washington, D.C.
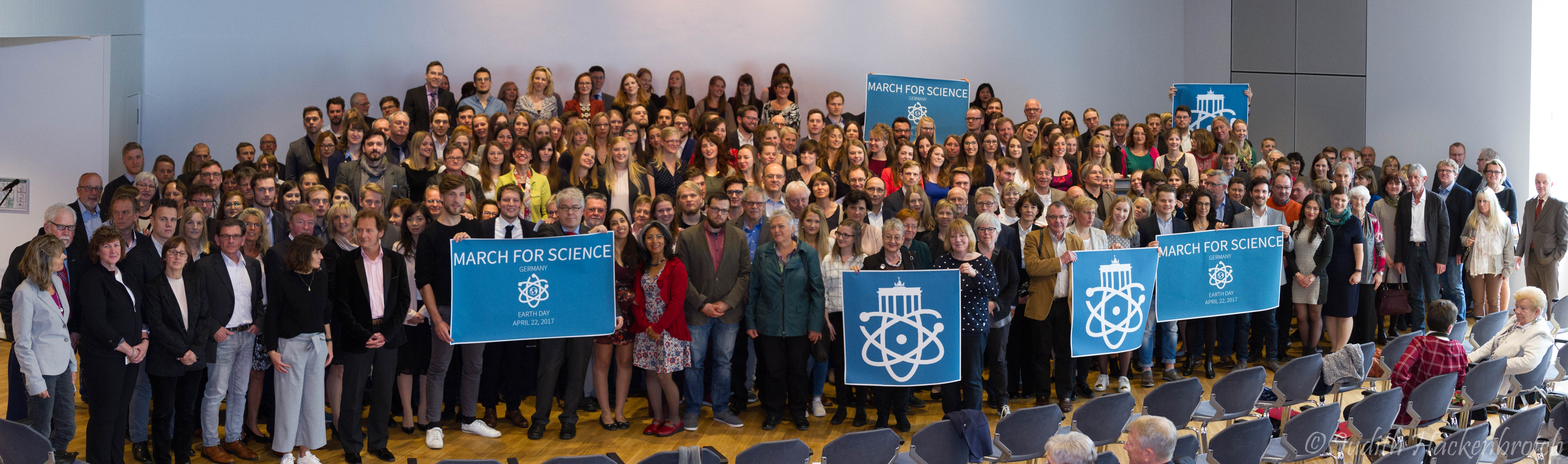
I Osnabrück i Tyskland gjorde studenter och lärare vid universitetet en solidaritetssamling med March for Science.
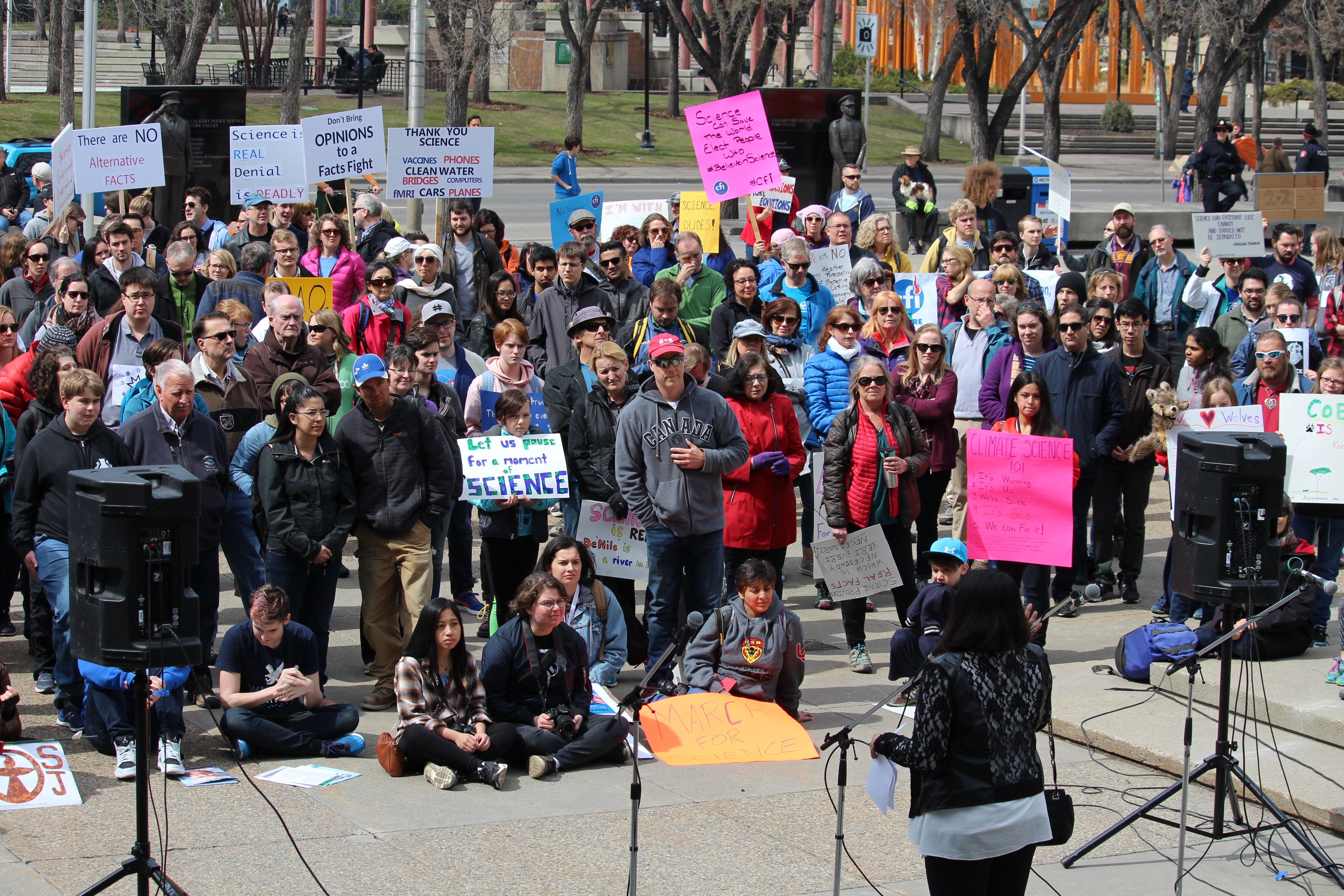
Talare i Calgary, Kanada.

## Bilder från Stockholm 2018

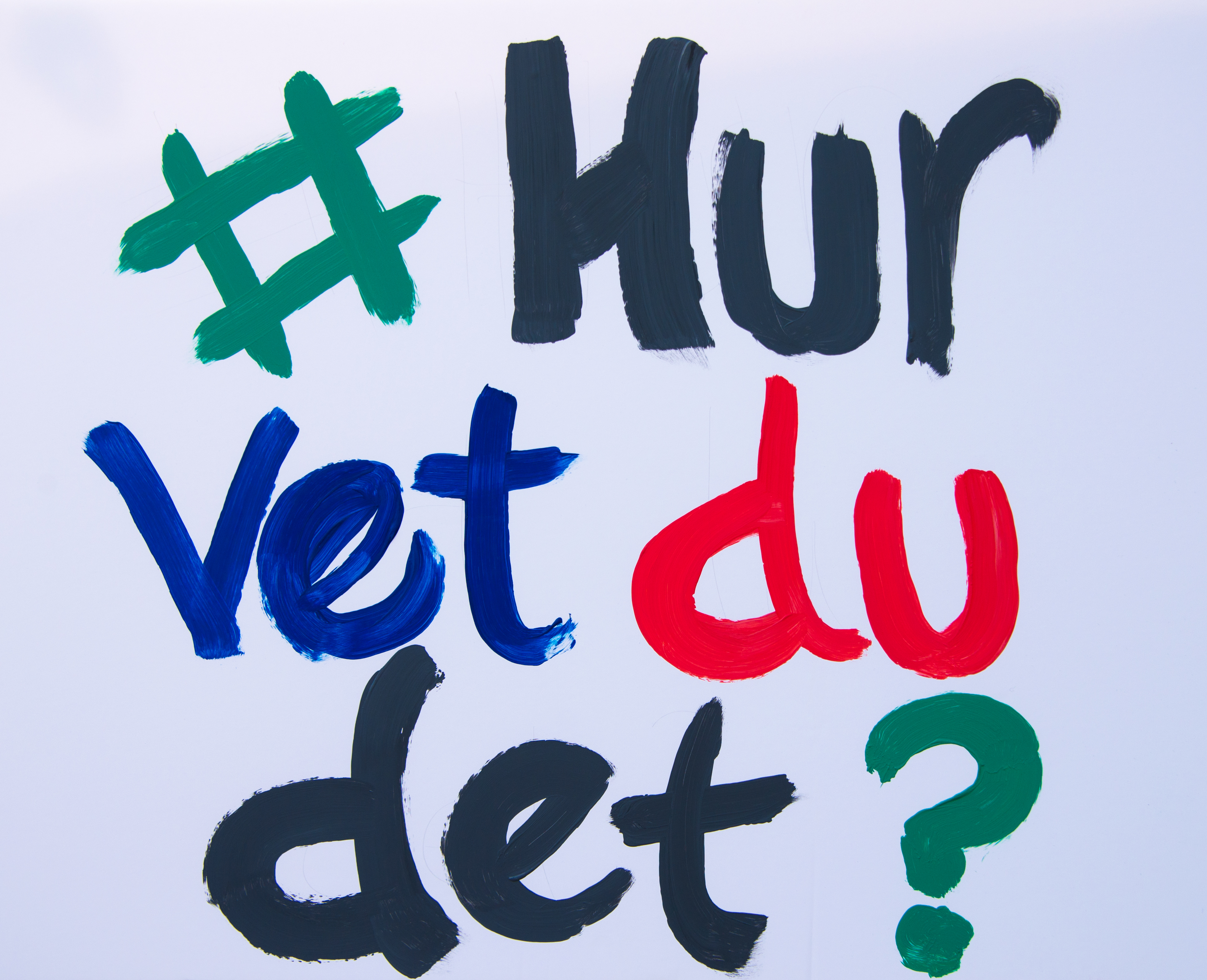
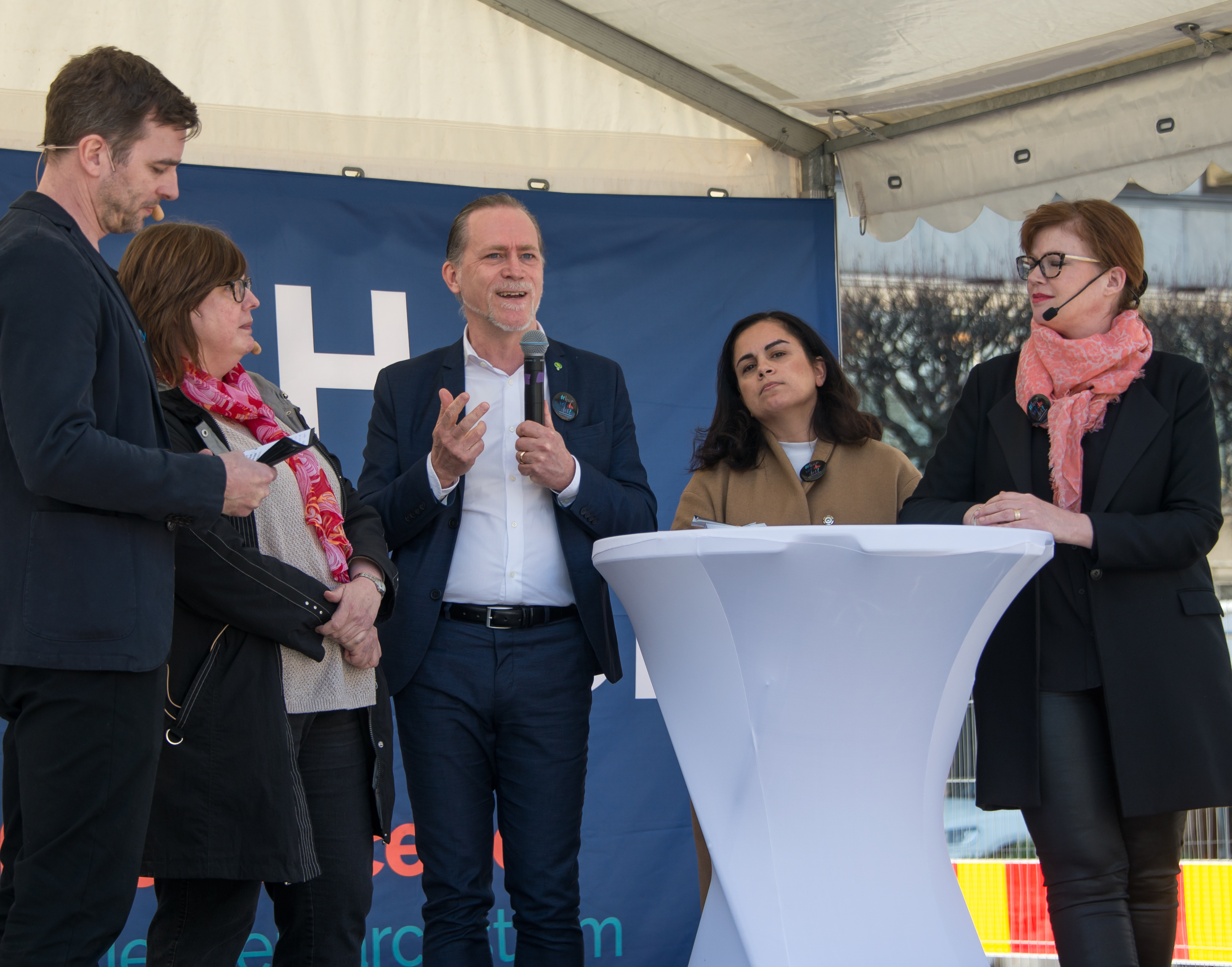
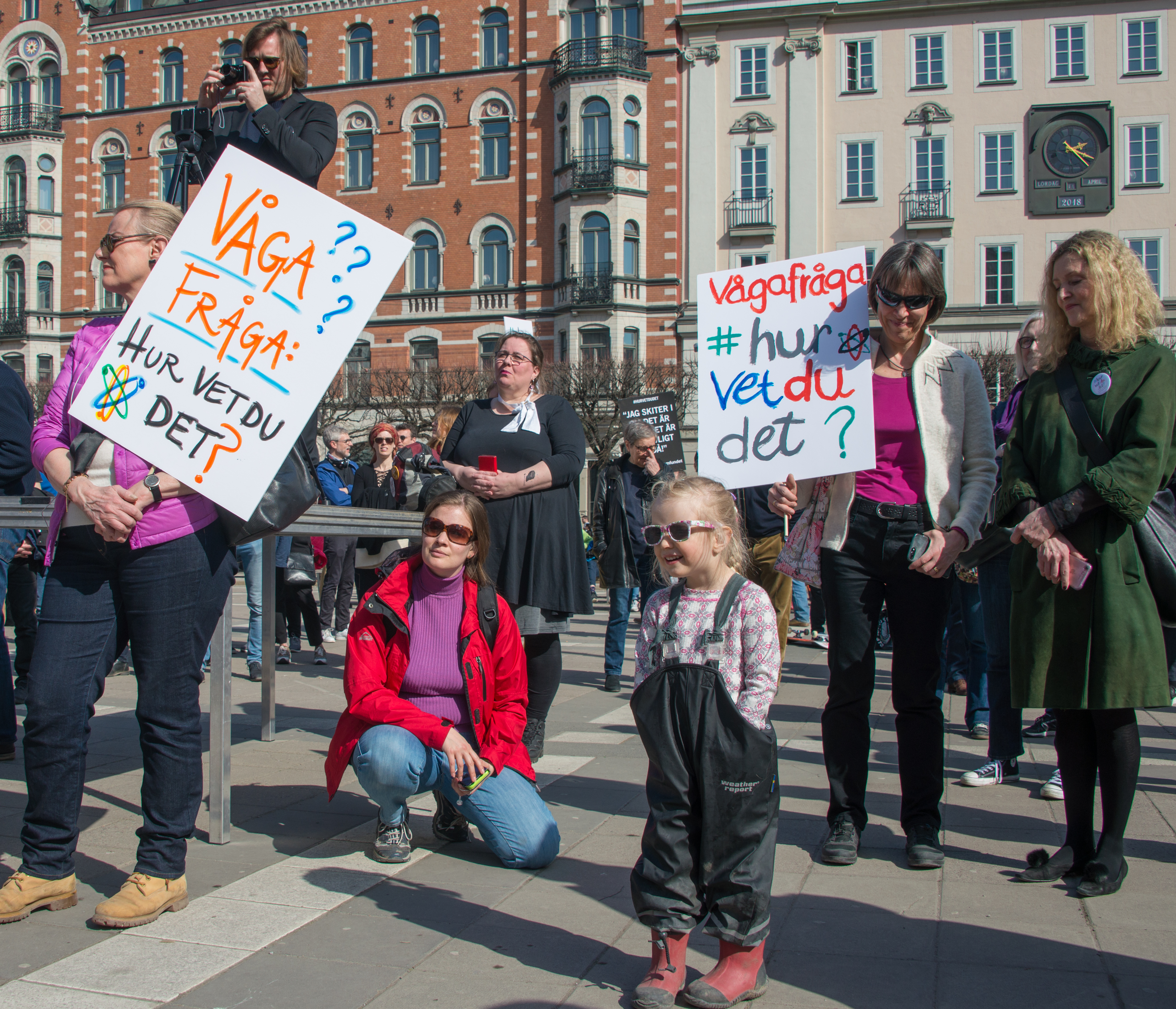
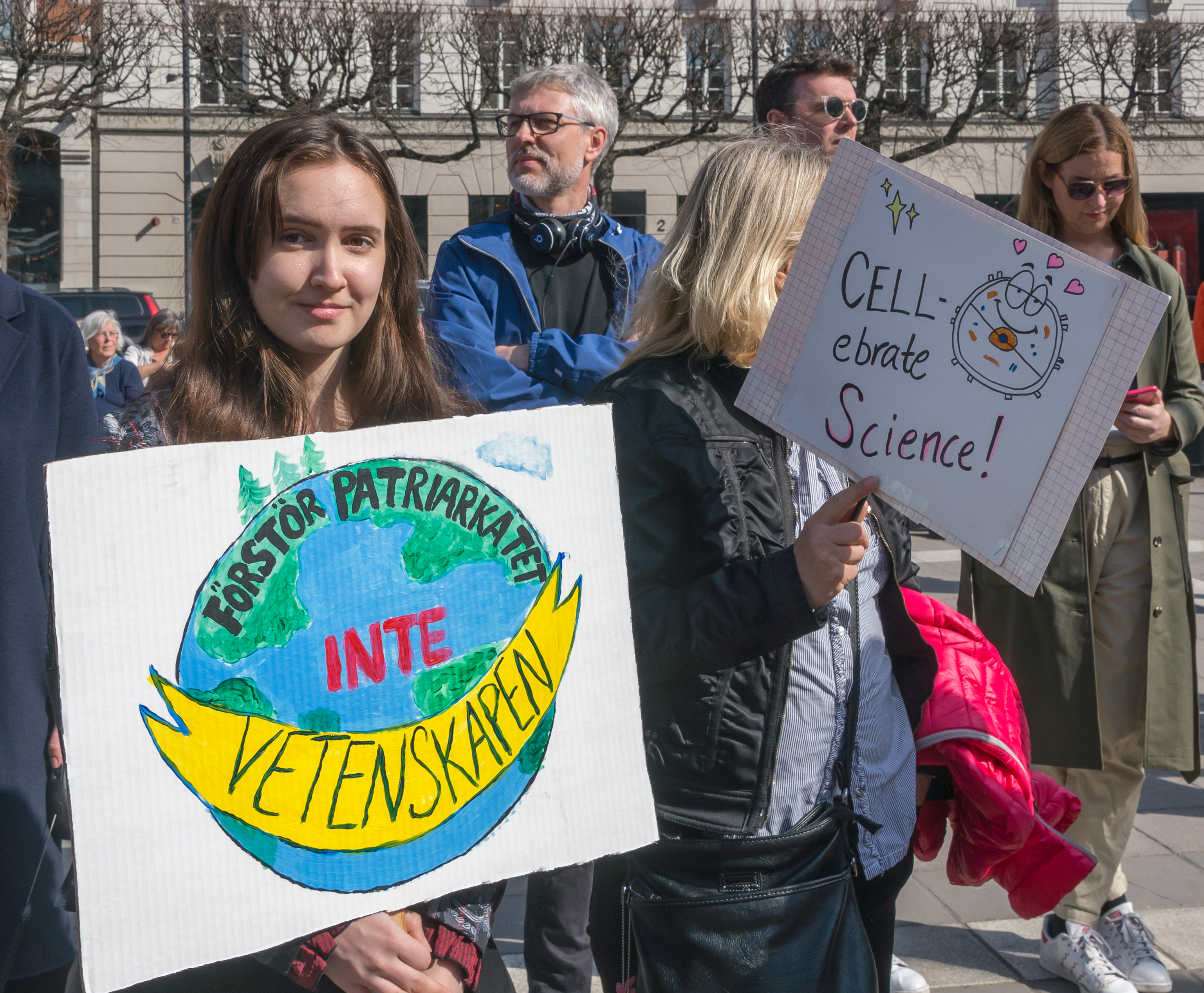

Medverkande under manifestationen på Norrmalmstorg 2018 var bland annat trafikborgarrådet Daniel Helldén (MP), Talla Alkurdi, oppositionslandstingsråd (S), Cecilia Brinck, oppositionsborgarråd (M), Anna Starbrink, landstingsråd (L). Konferencier var skådespelaren Christopher Wollter.